# جنگ صلیبی نهم
جنگ صلیبی ادوارد یکم (انگلیسی: Lord Edward's crusade) که با عنوان جنگ صلیبی نهم (انگلیسی: Ninth Crusade) نیز شناخته می‌شود و گاهی با جنگ صلیبی هشتم گروه‌بندی می‌شود، معمولاً از آن با نام واپسین جنگ صلیبی قرون وسطی و فراگیرتر از آن، سرزمین‌های مقدس یاد می‌شود که از تاریخ ۱۲۷۱ تا ۱۲۷۲ میلادی روی داد.
لویی نهم پادشاه فرانسه در جنگ صلیبی هشتم و برای دستیابی به تونس ناکام مانده بود و اکنون رهبری لشکر صلیبیان به دست هنری سوم پادشاه انگلستان سپرده شد و او به همراه ناوگان و ارتش صلیبی پیش به سوی شهر عکا بادبان کشید.
پس از بسته‌شدن پیمان آتش‌بس میان صلیبیان و حفصیان در پایان جنگ صلیبی هشتم در تونس در سال ۱۲۷۰، بیبرس، امیر ممالیک بحری مصر و شام، برای پی‌گرفتن پیروزی‌های خود بر صلیبیان به سرزمین شام بازگشت و در سال ۱۲۷۰ پس از ۱۵ روز محاصره حصن‌الاکراد، بر آنجا چیره شد و سپس در آوریل ۱۲۷۰ بر قلعه عکا تسلط یافت. سپس، طرابلس را محاصره کرد، که امیر آنجا بوهموند ششم تقاضای صلح نمود. در اواخر سال ۱۲۷۰، ادوارد در راس نیروی جنگی کوچک هزار نفری از جنگجویان صلیبی به عکا رسید و جنگ صلیبی نهم را آغاز کرد. وی از ایلخان ایران به رهبری اباقا خان در جنگ با ممالیک بحری مشارکت خواست. در آنجا بیبرس ناچار شد پیمان آشتی با بوهموند ششم، حاکم طرابلس ببندد. همچنین در ۲۲ آوریل ۱۲۷۱ با عکا پیمان صلحی بست. این سازش پس از شکست امیر ادوارد در ایجاد پیمانی مغولی - صلیبی و بازگشت به انگلستان بسته شد. اینان آخرین گروه جنگجویان صلیبی بودند که از اروپا به سوی سرزمین‌های شرقی جهان اسلام آمدند.
با بسته شدن پیمان صلح با امیرنشین‌های بزرگ صلیبی، جنگ میان ممالیک و صلیبیان حدود ۱۴ سال متوقف شد. تا اینکه در سال ۱۲۸۵ جنگ بار دیگر در زمان منصور قلاوون آغاز شد و سرانجام در سال ۱۲۹۱، با بیرون راندن صلیبیان در زمان اشرف خلیل، پسر منصور و انقراض پادشاهی اورشلیم به پایان رسید.

## پیش‌زمینه

### جایگاه شرق
با کشته شدن توران‌شاه، آخرین شاه ایوبی، و برافتادن دودمان ایوبیان در مصر به دست نیروهای شجر الدر در سال ۱۲۵۰، در این قلمرو دودمان ممالیک بحری متشکل از فرماندهان و جنگاوران ترک، قدرت را در دست گرفت. اینان که نخست در میان نیروهای پیشتاز صلاح‌الدین ایوبی بودند، در دوره‌های آینده به جایگاه‌های بالاتر کشورداری رسیدند. با این همه پس از لشکرکشی هولاکوخان در سال ۱۲۵۶ میلادی به عراق و شام و برانداختن خلافت عباسی در بغداد، ممالیک درگیر دشمنی جدید به‌نام امپراتوری مغول از سوی شرق شدند. اما ممالیک به رهبری سیف‌الدین قطز، توانستند مغولان را که تا آن زمان در عراق و شام شکست نخورده بودند، در نبرد عین‌جالوت در سال ۱۲۶۰ شکست دهند و قدرت خود را در مصر و شام مستقر سازند. در همین سال بیبرس به سلطنت رسید.
بیبرس پس از رها شدن از ناسازگاری میان ممالیک بحری و ممالیک معزی، جنگ فراگیری را در برابر صلیبیان - که در این زمان با مغولان در برابر ممالیک همکاری می‌کردند و حتی روادید آمدن آنها را به قلعه‌های خود می‌دادند - در سرزمینهای مقدس آغاز کرد. بیبرس قبل آغاز جنگ علیه صلیبیان، با پادشاهان اروپایی همچون میخائیل هشتم، امپراتور بیزانس و ونتفرد هوهنشتاوفن، پادشاه سیسیل و ناپل، پیمان‌هایی عقد کرد. وی بین سال‌های ۱۲۶۳ و ۱۲۶۸ به دولت‌های صلیبی شام که زیر چتر مغولان بودند، یورش برد. وی شوالیه‌های مهمان‌نواز و شوالیه‌های معبد را شکست داد و قیساریه، ارسوف و حیفا و برخی جاهای دیگر را در سال ۱۲۶۵ گرفت. در سال بعد به پادشاهی ارمنی کیلیکیه یورش برد و شهرهای طرسوس، آدانا و موپسوئست را تاراج کرد. سپس در سال ۱۲۶۷ عکا و در سال ۱۲۶۸ انطاکیه و یافا را به‌دست گرفت. بدین سان شاهزاده‌نشین انطاکیه به پایان رسید. در این زمان بیبرس از اقدامات لوئی نهم، پادشاه فرانسه، برای آغاز یک جنگ صلیبی دیگر آگاه شد. پس از یک سال آتش‌بس با هیو سوم، پادشاه اورشلیم، به مصر بازگشت.
در تابستان ۱۲۷۰ میلادی، بیبرس نگران حمله دیگری از جانب لوئی هفتم، در مصر ماند تا در صورت حمله وی، مصر بتواند در برابر صلیبیان ایستادگی کند؛ با این همه وی می‌خواست جایگاه صلیبیان در شرق را تضعیف کند، پس با نیروهای بازمانده اسماعیلیان در سرزمینهای مقدس پیوند برپاکرد و با آنها برای کشتن فیلیپ مونفروا، ارباب صور - یکی از بزرگزادگان نیرومند در سرزمینهای مقدس - به هماهنگی رسید. اسماعیلیان در این زمان قدردان سلطان ممالیک بودند، چراکه با پیروزیهای خود در شام و سرزمینهای مقدس، آنها را از بند پرداخت خراج به شوالیه‌های مهمان‌نواز رها کرده بود. به علاوه، اسماعیلیان از گفتگوهای میان صلیبیان با ایلخانان خشمگین بودند. پس به درخواست بیبرس، یکی از فداییان اسماعیلیان به صور فرستاده شد و توانست با وانمود به اینکه یکی از نومسیحیان است، در ۱۷ اوت ۱۲۷۰ خود را به فیلیپ رسانده و وی را ترور کند. این کار مایه آن شد تا صلیبیان در شرق با تکانهٔ سختی روبه‌رو شوند.

### جنگ صلیبی هشتم

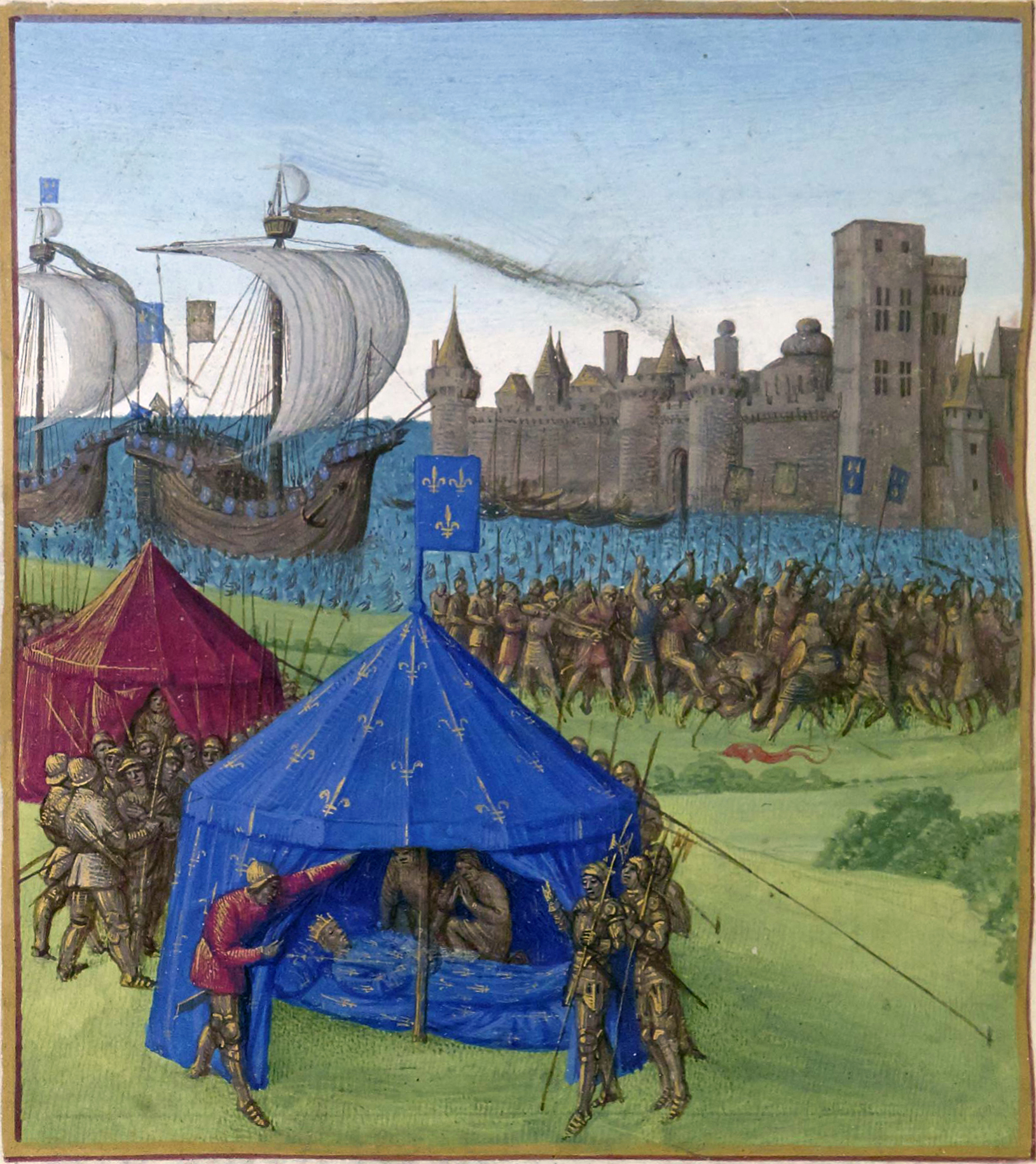
مرگ لوئی در هنگام محاصره تونس

در پی سقوط انطاکیه و دیگر شهرهای شام و انقراض شاهزاده‌نشین انطاکیه به دست ممالیک مصر، پاپ کلمنت چهارم برای حفظ آخرین بقایای قلمرو صلیبیون در شام اقدام به فراخوان جنگ صلیبی دیگری کرد. لوئی نهم که همچنان پس از گذشت چهارده‌سال از بازگشتش به فرانسه به دلیل شکست و اسارتش در مصر، به فکر انتقام از مسلمانان و به ویژه مصریان بود، بر آن شد تا یک حمله جدید صلیبی به مشرق زمین تدارک ببیند. وی از پاپ خواست تا شاهان و امیران اروپا را به شرکت در یک حمله جدید صلیبی فراخواند. در پی فراخوان پاپ، برخلاف لوئی که شور و اشتیاق بسیاری برای تدارک و شرکت در این جنگ داشت، بیشتر پادشاهان و فرمانروایان اروپایی کوچک‌ترین تمایلی به حضور یا مشارکت در این حمله از خود نشان ندادند. سپس، لوئی که از کمک دیگران ناامید شده بود، بر آن‌شد تا به تنهایی و با بهره‌گیری از تسهیلات و حمایت کلیسا و پاپ دست به حمله بزند.
لوئی نهم، در ۱۲۷۰ پاریس را به قصد بندر ایگوس-مورتس واقع در جنوب فرانسه، که محل تجمع نیروها بود، ترک کرد. لشگریان لوئی نهم پس از سه ماه انتظار در ایگوس-مورتس، بندر را به سوی جزیره ساردنی ترک کردند. صلیبیون پس از رسیدن به ساردنی و پیوستن نیروهای متحد لوئی، عازم تونس شدند و پس‌از دو ماه سفر دریایی، به سواحل قرطاجنه رسیدند و در خرابه شهر قدیمی کارتاژ مستقر شدند. در این زمان دولت حفصی که وارث خلافت موحدون بودند، در افریقیه بر سر قدرت بودند. شرایط سختی برای صلیبیون که در سواحل قرطاجنه مستقر بودند، رقم خورد. طی ماه‌های بعد اعلام جهاد علیه صلیبیون، شبیخون‌های حفصیان و بیماری در اردوگاه صلیبیون به وجود آمد و سرانجام با مرگ لوئی بر اثر بیماری در ۲۵ اوت ۱۲۷۰، صلیبیون در شرایطی سخت، مجبور به پیشنهاد صلح به محمد المستنصر، سلطان و خلیفه حفصی، شدند. پس از چند روز قرارداد صلح میان طرفین بسته شد و شرایط میان حفصیان و دول اروپایی به شرایط پیش از جنگ بازگشت.

## پیش از جنگ

### وضعیت شرق

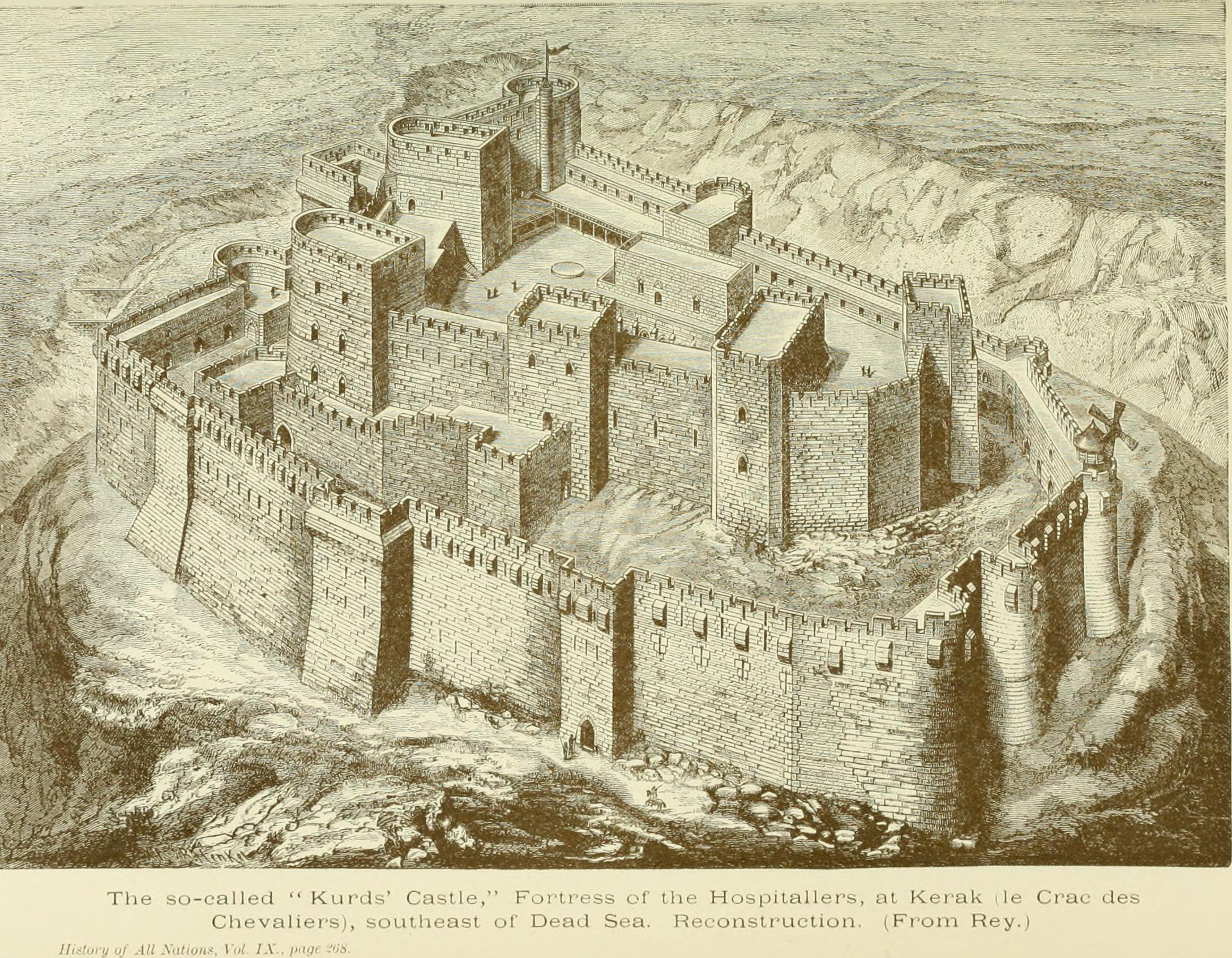
نقاشی از قلعه حصن‌الاکراد یا شهسواران

با مرگ لوئی در جریان جنگ صلیبی هشتم در تونس، بیبرس که در این زمان در مصر اقامت داشت و درصدد عزیمت نیرو به قصد کمک به امیر تونس بود، آسوده‌خاطر شد. وی که از جانب شارل د آنژو نگرانی نداشت، خود را بار دیگر برای حمله پایگاه‌ها و شهرهای صلیبی در اراضی مقدس آماده کرد. در ماه فوریه ۱۲۷۱، وی حملات خود را با محاصره قلعه صافیتا آغاز کرد و پس از مسخر کردن آن عازم حصن‌الاکراد (دژ شهسواران) شد و با کمک نیروهای اسماعیلی و امیر ایوبی، المنصور، این قلعه را - که در اختیار شوالیه‌های مهمان‌نواز بود - محاصره کرد؛ و سرانجام پس از یک ماه این قلعه را که حتی در برابر صلاح‌الدین ایوبی ایستادگی کرده بود، اشغال کرد. تسخیر این قلعه مهم و استراتژیک، راه‌های منتهی به طرابلس را در اختیار بیبرس قرار داد. وی پس از آن عازم قلعه عکار شد که قلعه شوالیه‌های مهمان‌نواز در جنوب بقیعه بود و پس از دو هفته محاصره، در ۱ مه ۱۲۷۱ آن را به قلمروی ممالیک ضمیمه کرد.
با سقوط قلعه حصن‌الاکراد، بوهموند ششم که در این زمان در طرابلس بود، از بیم آن که این شهر به سرنوشت انطاکیه دچار شود، فرستادگانی را به نزد بیبرس فرستاد و از وی تقاضای متارکه جنگ کرد. سلطان ممالیک پیشنهاد وی را رد و در عوض از وی خواست تا تمامی هزینه‌های لشکرکشی سپاه ممالیک را بپردازد. بوهموند این پیشنهاد را که دال بر تمسخر خود می‌دانست، رد کرد. در این زمان بیبرس قلعه المرقب را که بر فراز تپه‌های در میان بانیاس و طرطوس قرار داشت، محاصره کرد اما نتوانست این قلعه کوچک را تصرف کند. همچنین ارباب این قلعه عازم دربار اباقا خان شده بود تا از مغولان برای مقابله با بیبرس طلب کمک کند. این ناکامی که منجر به خشم بیبرس شده بود، سبب شد تا وی توجه خود را معطوف به طرابلس کند، بنابراین در مه ۱۲۷۱ درصدد محاصره طرابلس بود، اما با رسیدن ادوارد از غرب، به ناگاه به بوهموند پیشنهاد متارکه ده ساله داد.

### شرایط غرب
پس از بسته شدن معاهده ترک مخاصمه، شارل د آنژو، پادشاه سیسیل، قصد نداشت در شمال آفریقا بیش از این بماند و درصدد بود تا هرچه سریع‌تر از تونس خارج و عازم اروپا شود. با این حال وی برای رسیدن به این خواسته نیازمند کشتی و ملوان بود تا بتواند به همراه نیروهای خود از مقرّی که به گمان صلیبیون حاضر در جنگ، طلسم شده بود، خارج شود. با این حال طوفان فصلی دریا سبب شده بود که این رسیدن کشتی‌ها به سواحل تونس با تأخیر صورت گیرد. در همین زمان که شارل منتظر بود، اشخاصی همچون تئوبالد ناوار بیمار گشتند و پس از چند روز در اثر بیماری مُردند.
از سوی دیگر، شاهزاده انگلستان، ادوارد، درصدد بود که به همراه پدرش و نیروهای انگلیسی برای شرکت در جنگ صلیبی عازم شمال آفریقا شود، اما به واسطه انتظار برای تصمیم پدرش، هنری سوم، سفرش به تأخیر افتاد چرا که هنری توصیه مشاوران خود را مبنی بر ماندن در انگلستان پذیرفته بود. ادوارد به همراه برادرش ادموند از بندر دوور در ۲۰ اوت به سمت شمال آفریقا حرکت کردند تا به لوئی ملحق شوند. وی پس از رسیدن به ایگوس-مورتس در اواخر سپتامبر ۱۲۷۰، عازم ساردینیا شد. وی پس از چند ماه اقامت در ساردینیا، سرانجام عازم تونس شد. طبق گفته مایکل لَوِر، ادوارد هیچ عجله‌ای برای رسیدن به این مرحله از جنگ را نداشت بدین خاطر چندین ماه در ساردینیا اقامت کرد. ناوگان ادوارد در ۱۰ نوامبر به ساحل تونس رسید. وی که یک بعد انعقاد معاهده ترک مخاصمه بین شارل با المستنصر، به تونس رسید. بدین ترتیب وی هیچ نقشی در جریان مذاکرات میان طرفین نداشت و در نتیجه از مفاد این معاهده و حتی حمله به شهر تونس محروم ماند.

### رسیدن ادوارد به شرق
ادوارد که با قصد پیوستن به لوئی نهم و شرکت در جنگ صلیبی در ارضی مقدس عازم شده بود، پس از آن که از مفاد معاهده تونس سودی نبرد، عازم سیسیل شد و زمستان را در این جزیره با شارل د آنژو، شوهر عمه سابق خود، گذراند تا شرایط دریا برای سفر به سمت شرق مناسب شود و بتواند به کمک بوهموند برود. با رسیدن بهار، وی به همراه هزار نیروی پیاده‌نظام و ۲۲۵ سواره‌نظام خود عازم قبرس شد و در ۹ مه ۱۲۷۱ به عکا رسید و پس از مدتی بوهموند که در طرابلس مستقر بود، به وی پیوست. در این زمان بیبرس که در حال تسخیر قلعه مرقین بود، با اطلاع از حرکت هیو، پادشاه قبرس به سمت عکا، ناوگانی متشکل از ۱۷ کشتی جنگی را عازم قبرس کرد تا مانع از حرکت پادشاه قبرس به سمت عکا شود. ناوگان ممالیک در ژوئن به سواحل لیماسول رسید اما عدم مهارت کشتی‌بانان سبب شد تا ۱۱ تا از کشتی‌های جنگی ناوگان مصر به صخره‌ها برخورد کرده و نابود شوند و همچنین تمامی ملوانان و سرنشینان آنها اسیر شوند. پس از این اتفاق، هیو نیز به همراه نیروهای خود به عکا رسید و به ادوارد پیوست.
با رسیدن ادوارد به عکا، اوضاع دول صلیبی باعث نگرانی شاهزاده انگلیسی شده بود؛ چراکه با وجود کمی نیروهایش، وی امیدوار بود که بتواند در شرق، ارتش قابل توجهی جمع کند و در نهایت با کمک مغولان به بیبرس حمله برد. نخستین دلیل نگرانی او، ونیزی‌ها و جنوایی‌ها بودند که در این زمان با سلطان مصر داد و ستد داشتند. ونیزی‌ها تمامی تدارکات نظامی وی را تأمین می‌کردند و در نتیجه سود کلانی به دست می‌آوردند و این دو گروه درصدد جذب سود بیشتری بودند. این شرایط سبب شد تا ادوارد نسبت به آنها معترض شود، اما اعتراض وی به دلیل داشتن پروانه ونیزی‌ها و جنوایی‌ها با مهر دیوان عالی پادشاهی اورشلیم، بی‌نتیجه ماند. همچنین ادوارد امیدوار بود که تمامی اربابان و امیران قبرس به کمک وی و پادشاه‌شان بیایند، اما فقط تعدادی تیولدار به عکا آمدند و مابقی نیز با بیان این مسئله که جز دفاع از جزیره قبرس الزام دیگری ندارند، از حضور در عکا خودداری کردند.

#### مذاکره با مغولان
ادوارد به مجرد ورود به بندر عکا، با توجه به روابط مسیحیان اروپا و مغولان، سه تن از نیروهای انگلیسی خود با نام‌های رینالد راسل، گادفری ویلز و ژان پارکر را روانه دربارِ ایلخانان کرد تا بتوانند موافقت ایلخان مغول را برای همکاری با صلیبیون برای نبرد با ممالیک و بیبرس جلب کنند. در این هنگام اباقا خان که پس از مرگ هلاکو به عنوان ایلخان به قدرت رسیده بود، مشغول نبرد با مغولان اردوی زرین و خانات جغتای بود. وی پیشنهاد ادوارد را در ۴ سپتامبر ۱۲۷۱ پذیرفت. با این حال تا چند ماه نتوانست نیرویی به سمت شام روانه کند.

## لشکرکشی‌ها و جنگ‌ها

### لشکرکشی‌های ادوارد و صلیبیون
نیروهای تحت فرماندهی ادوارد بسیار کمتر از آن بودند که بتوانند در نبردی مستقیم در مقابل بیبرس و سپاهش قرار بگیرند و حتی قادر نبودند مانع از فتح قلعه مونفروا ــ که متعلق به شوالیه‌های تتونیک بود ــ توسط ممالیک شوند. بدین ترتیب با توجه به ظرفیتی که نیروهای صلیبی داشتند، ادوارد تصمیم گرفت تعدادی حمله پراکنده و ناگهانی (که برخی از نویسندگان معاصر از آن به عنوان «پیاده‌روی نظامی» یاد کرده‌اند) برای وارد کردن ضربه به ممالیک صورت بگیرد. پس از تسخیر ناصره و کشتن نیروهای محافظ شهر، ادوارد تصمیم گرفت یورشی به سمت سنت جرج‌لیبین ترتیب دهد، اما در نهایت چیزی جز آتش زدن چند خانه و مزرعه عایدش نشد و حتی تعدادی از نیروهای خود در اثر گرما از دست داد.
با رسیدن نیروهای کمکی از انگلستان تحت فرماندهی ادموند، برادر ادوارد، و نیز نیروهای قبرس، تحت فرماندهی هیو، ادوارد برای انجام عملیات‌های بزرگ‌تر جسورتر شد. وی در نوامبر ۱۲۷۱ یورش بزرگتری با کمک شوالیه‌های معبد، شوالیه‌های مهمان‌نواز و شوالیه‌های تتونیک به شهر قاقون ترتیب داد. صلیبیون طی این هجوم، تعدادی زیادی از نیروهای ممالیک (ترکمن‌ها) را غافل‌گیر کردند که بنا بر گزارش‌ها حدود ۱۵۰۰ نفر از نیروهای گشت‌زن ممالیک کشته شدند و حدود ۵ هزار حیوان اهلی نیز به عنوان غنیمت نصیب صلیبیون شد.  منابع مسلمانان ذکر می‌کنند که در طی این یورش یکی از امیران بالا رتبه کشته و یکی دیگر از امیران به شدت زخمی شده‌است؛ و مهم‌ترین از آن، اینکه که فرمانده شهر قاقون مجبور به ترک محل خدمت خود شد. با این حال با وجود موفقیت‌آمیز بودن این یورش، ادوارد این شهر را فتح نکرد و پس از پایان‌یافتن نبرد، به سمت عکا عقب‌نشینی کرد تا با حمله نیروهای بیبرس روبه‌رو نشود؛ و در دسامبر ۱۲۷۱، ادوارد به همراه نیروهای تحت فرماندهی خود توانستند حمله نیروهای بیبرس به عکا را دفع کنند.

### لشکرکشی‌های مغولان
پس از اعزام فرستادگانی به دربار اباقا خان و موافقت وی برای اعزام نیروهایی به سمت شام، سرانجام در میانه اکتبر سال ۱۲۷۱، ۱۰ هزار سواره‌نظام را تحت فرماندهی سمقار از آناتولی به سمت غرب اعزام کرد تا به صلیبیون برای تحت فشار قرار دادن بیبرس یاری رساند. این ارتش پس از گذر عین‌تاب و فرات، وارد سرزمین شام شد و نیروهای ترکمن تحت امر ممالیک را که از حلب دفاع می‌کردند، شکست دادند. پس از شکست نیروهای ترکمن، نیروهای محافظ حلب که تاب مقاومت در برابر مغولان را نداشتند، به سمت حماه فرار کردند. مغولان پس از حلب عازم معره‌النعمان شدند و از آنجا به اپامیه رسیدند. با وجود وحشتی که مغولان برای ساکنان شام ایجاد کرده بودند، بیبرس با سپاه بزرگ خود که در دمشق مستقر بود، از مصر طلب نیروهای بیشتر کرد تا نوامبر ۱۲۷۱ حملاتی را علیه مغولان تحت فرماندهی سمقار ترتیب دهد. اما با رسیدن نیروهای کمکی از مصر، نیروهای مغول که توانایی برابری در مقابل نیروهای ممالیک را در خود نمی‌دیدند، از شام به آن سوی فرات عقب‌نشینی کردند.

### پایان جنگ
در بهار ۱۲۷۲ و پس از عقب‌نشینی مغولان، ادوارد دریافت که برای ایجاد ارتشی برای تسخیر و بازپس‌گیری اورشلیم و اراضی مقدس، باید مصالحه‌ای میان هیو، پادشاه قبرس و شوالیه‌ها و تیولدارهای خاندان ابلین در قبرس برقرار کند، اما این میانجیگری تا زمان حضور ادوارد شرق محقق نشد؛ بنابراین به علت کمی نیروهای تحت امر وی و کم بودن تعداد متحدانش، ادوارد به همراه هیو درصدد متارکه جنگ با بیبرس برآمد تا این‌چنین بتواند از سقوط زود هنگام دولت‌های صلیبی جلوگیری کند. بیبرس نیز با متارکه موافق بود زیرا تا زمانی که پای عوامل خارجی در میان نباشد، سرنوشت دولت صلیبی در اختیار وی بود؛ بنابراین مذاکرات میان طرفین آغاز شد. همزمان با مذاکرات، بیبرس درصدد بود مغولان را به‌طور کامل از شرق شام بیرون براند؛ همچنین وی در تلاش بود تا رشته‌های مددرسانی به صلیبیون از اروپا را قطع کند. در این زمان تنها شارل د آنژو، پادشاه سیسیل قادر بود که به صلیبیون در شرق یاری رساند. با این حال شارل علاقه به امور شام نداشت و بیشتر توجه خود را به جانب قسطنطنیه معطوف کرده بود و درصدد بود تا مانع از قدرت‌یابی بیش از پیش هیو پادشاه قبرس در شرق شود، بنابراین درصدد میانجیگری میان طرفین برآمد.

#### معاهده قیصریه
تمایل ادوارد و بیبرس به متارکه و میانجیگری شارل در نهایت منجر به بسته شدن قراردادی میان طرفین در ۲۲ مه ۱۲۷۲ در شهر قیصریه شد که به موجب آن تمامیت ارضی خاک کنونی صلیبیون که بیشتر شامل جلگه باریک ساحلی از عکا تا شهر صیدا بود، برای ۱۰ سال و ۱۰ ماه و ۱۰ روز تضمین گردد و همچنین مسیحیان و صلیبیون اجازه یافتند که با آسودگی، برای زیارت از جاده ناصره استفاده کنند؛ و همچنین کنت‌نشین طرابلس نیز به موجب این معاهده از خطر تعرض و سقوط در امان ماند.

## پس از جنگ

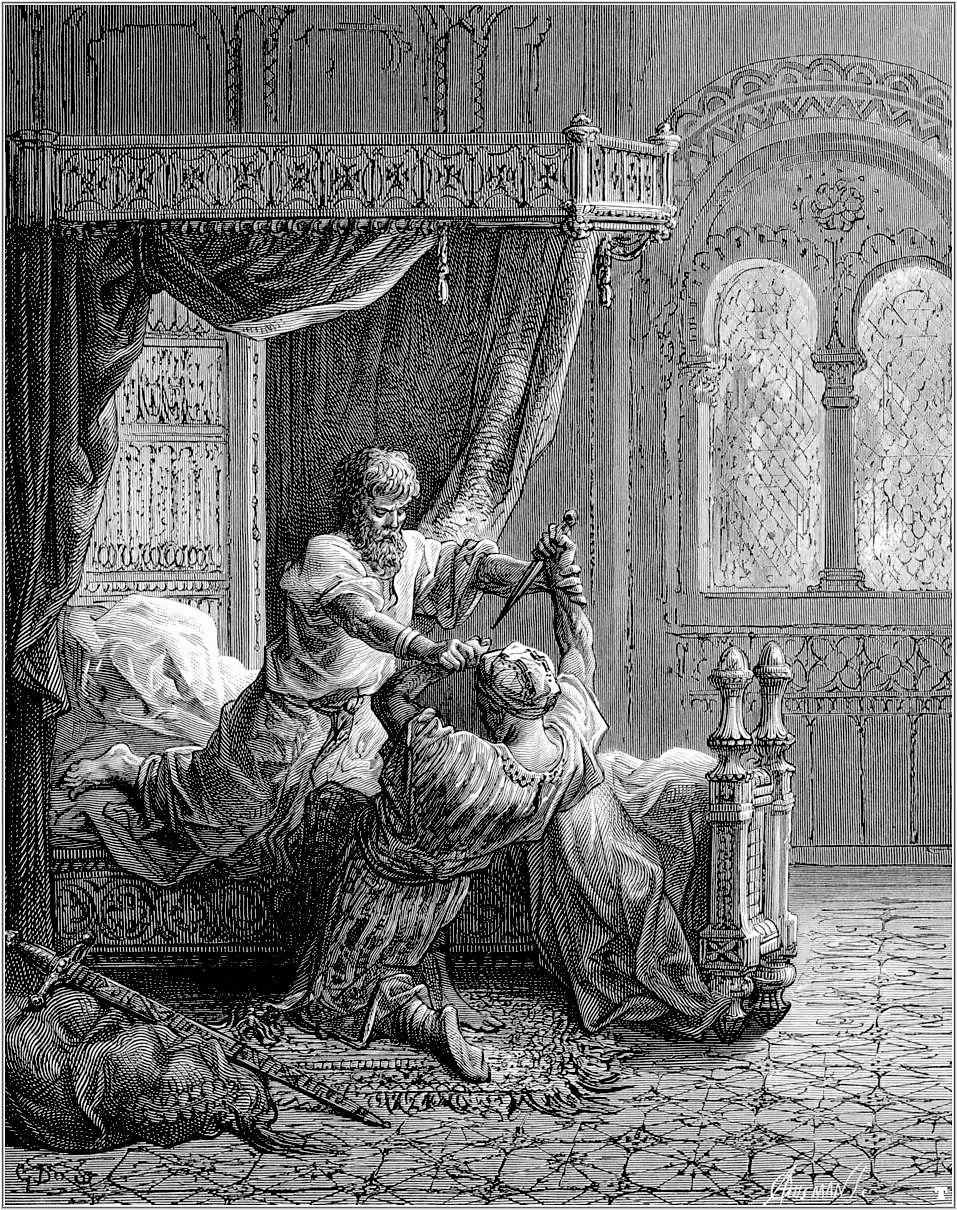
ادوارد در حال گلاویز شدن با شخصی که قصد قتل او را دارد

پس از بسته شدن پیمان میان ادوارد و بیبرس، شاهزاده انگلستان از قیصریه به سوی عکا رفت و در نظر داشت رهسپار اروپا و انگلستان شود. با این همه خبری نشان دهنده انگیزه دوباره ادوارد برای رفتن به شرق با ارتشی بزرگ به میان آمد که مایه نگرانی بیبرس شد. پس از آن در ۱۶ ژوئن ۱۲۷۲ یک ترور نافرجام علیه ادوارد در عکا انجام گرفت که به یک گزارش بیبرس و به گزارشی دیگر رهبر اسماعیلیان شام پشت این حمله بوده‌است. ادوارد توانست حمله‌کننده را بکشد، اما بازویش با خنجر زخمی شده بود. با اینکه زخم این خنجر آنچنان کشنده نبود، اما ادوارد چند ماهی زمین‌گیر شد. ادوارد همین که آماده رفتن به سوی اروپا شد، در ۲۲ سپتامبر ۱۲۷۲ به سوی سیسیل به راه افتاد. وی دراین جزیره بود که نخست خبر درگذشت فرزند خود، جان، را دریافت و پس چند ماه از خبر مرگ پدرش که بیمار بود، آگاهی یافت. وی پس از گذر ایتالیا و فرانسه خود را در میانه سال ۱۲۷۴ به انگلستان رساند و پس از چندی با نام ادوارد یکم انگلستان تاج‌گذاری کرد.

### تلاش برای جنگ صلیبی تازه
پس از رهسپاری ادوارد به شرق، پاپ گریگوری نهم که یکی از همراهان ادوارد بود، پس از رسیدن به جایگاه پاپی در شورای لیون در مه سال ۱۲۷۴، خواستار جنگ صلیبی تازه ای شد اما پاسخی چشمگیر از مسیحیان اروپا دریافت نکرد؛ شاه فرانسه از آمدن به این انجمن خودداری کرد و ادوارد یکم، که پاپ بیش از همه به وی امید داشت، گرفتاریهای درونی کشورش را بهانه کرد. تنها جیمز یکم، پادشاه آراگون بود که به این انجمن آمد؛ با این همه جز امید دادن به پاپ برای راه انداختن جنگ صلیبی دیگری، کاری انجام نداد. نمایندگان میخائیل هشتم که دیرزمانی بود با شارل بر سر قسطنطنیه درگیر بود، به این انجمن آمده بودند. میخائیل می‌خواست با بهره‌برداری از دشمنی پاپ گریگوری نهم با شارل آنژو بتواند از پاپ همانند سپری در برابر برتری جوییهای خاندان آنژو سود ببرد. با این همه میخائیل در برابر این همراهی پاپ با او ناچار شد تا در این انجمن، همبستگی و سرسپردگی یکپارچه کلیسای ارتدکس شرق به کلیسای کاتولیک روم را بپذیرد.

### جایگاه شرق
با پشتیبانی پاپ از میخائیل بر سر درگیری قسطنطنیه، پاپ که در این زمان امیدی به راهکارهای هیو پادشاه قبرس نداشت، با برانگیختن ماریا انطاکیه به واگذاری حقوق خود به شارل د آنژو، می‌خواست افزون بر کشاندن نگاه شارل به سرزمینهای مقدس، وی را از دست‌یازی به قسطنطنیه بازدارد. شارل آنژو پادشاه سیسیل که نخست گرایشی به کارهای شام نداشت، به ناگاه خواست خود را دگرگون کرد و در سال ۱۲۷۷، پادشاهی اورشلیم را برای خود خرید. با این همه پس از مرگ گریگوری نهم در ژانویه ۱۲۷۶، شارل نیز هرگز به سوی شرق نرفت و نماینده وی، راجر سن سروینوئی نیز در سرزمین صلیبی چندان پذیرفته نشد. هیو سوم نیز که در این زمان درگیر تنگناهای درونی پادشاهی صلیبی همچون درگیری کنت‌نشین طرابلس و … بود، به صورت هماوردی برای شارل درآمد که سبب شد پادشاهی اورشلیم همبستگی خود را با عکا (پشتیبان شارل) و صور (پشتیبان هیو) بخش کند.
علی‌رغم درگیری درونی در دولت صلیبی، ممالیک نتوانستند از این ناسازگاری‌ها و بخش‌بندی‌ها بهره ببرند. بیبرس که نگران آمدن نیروهای تازه از غرب بود، در سال ۱۲۷۷ درگذشت و پس از وی ممالیک تا سال ۱۲۸۰ درگیر کشمکش‌های درونی شدند تا در آن سال قلاوون به پادشاهی رسید. قلاوون پس از رسیدن به پادشاهی، می‌خواست که برنامه بیبرس را برای نابودی و بیرون راندن صلیبیان از سرزمین‌های مقدس دنبال کند. وی به زودی از اختلافات میان صلیبیون به سود خود بهره گرفت و با شهرهای گوناگون پیمان‌های جداگانه بست، که این این پیمانها، به اختلافات میان صلیبیون بیشتر دامن می‌زد.
در ۳۰ مارس ۱۲۸۲، وقتی شورش وسپرزهای سیسیل شارل را از آنجا گریزاند، جنب‌وجوش وی برای داشتن قدرت به یکباره فروکش کرد. از آنجا که شارل دیگر نمی‌توانست برای پادشاهی اورشلیم بی‌گدار به آب زند، فرمان داد تا نیروهایش از عکا به میهن بازگردند. با درگذشت شارل در سال ۱۲۸۴، بارون‌ها و کشیش‌های سپاهی ناسازگاری‌های گذشته را کنار گذاشته و در پی آن به داشتن یک پادشاه یگانه هم‌داستان شدند. از این رو جایگاه پادشاهی را به هنری جوان، پسر هیو، پیشنهاد کردند که تازه جانشین پدرش در جزیره شده بود. هنری در ۱۵ مارس ۱۲۸۶ در صور تاج‌گذاری کرد.

### فروپاشی ایالت‌های صلیبی

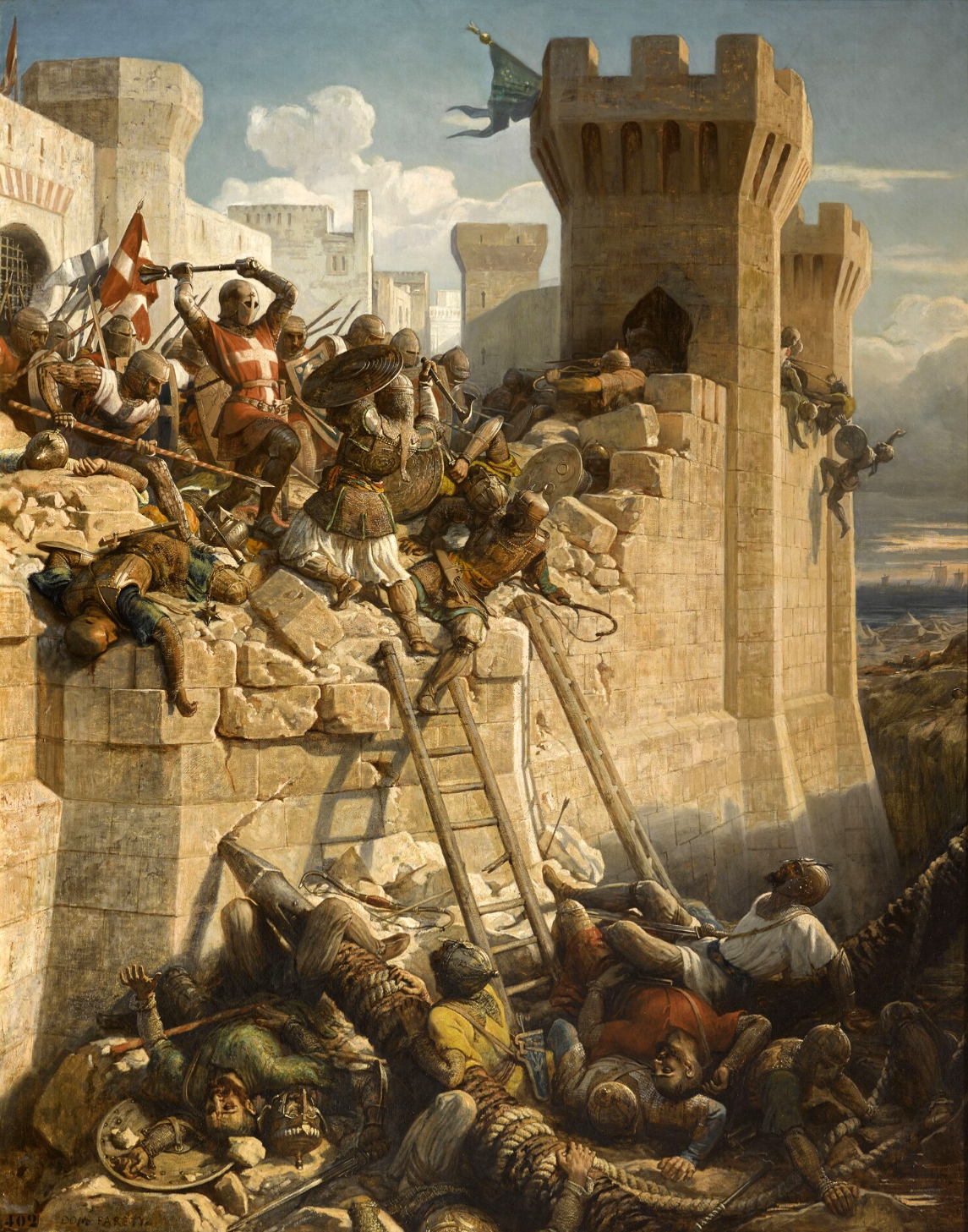
شوالیه‌های مهمان‌نواز در حال دفاع از عکا

هنری پس از رسیدن به پادشاهی، در فرونشاندن جنگ‌های درونی میان ونیز-جنوا و فرقه‌های نظامی که تا آن زمان آسیب فراوانی به پادشاهی رسانده بودند، چندان پیروز نبود. کامیابی وی در برابر ممالیک از این هم کمتر بود. در سال ۱۲۸۷، قلاوون بندر ارزشمند لاذقیه واپسین نشانه بازمانده از امیرنشین کهن انطاکیه را تصرف کرد. سپس در سال ۱۲۸۹، با شکستن پیمان آتش‌بس به طرابلس حمله برد و آن را محاصره کرد. طرابلس از دست صلیبیان رفت و این سرزمین کنت‌نشین به زودی در کشور ممالیک یکپارچه شد. اگرچه وی پیمان آشتی با عکا را از نو بست، اما صلیبیان از شکستن دوباره آن از سوی قلاوون نگران بودند.
بارون‌ها و فرقه‌های نظامی در عکا بی درنگ از غرب درخواست یاری کردند. با همه امید دادنهای بسیار، در میدان یاری چندانی از راه نرسید. ونیز کشتی‌های جنگی فرستاد و پاپ برای فراهم کردن سپاه صلیبی از توسکانی و لمباردی به گردآوری پول دست زد. اوت ۱۲۹۰، سربازان لمباردی به عکا آمدند، اما سربازان کارآزموده‌ای نبودند. پس از چند هفته سربازان تازه چند بازرگان مسلمان بی سلاح را که برای فروش کالای خود به شهر آمده بودند، کشتند. سردسته‌های این گروه دستگیر شدند و برای پوزش خواهی از مرگ بازرگانان، نامه‌ای به مصر فرستاده شد. این پیشامد بهانه خوبی بود تا قلاوون دشمنی با صلیبیان را از سر بگیرد. او درخواست کرد که فرقه‌های نظامی بزهکاران را به وی بسپارند. شورای عالی در عکا درخواست پادشاه را بررسی کرد، اما اعضای انجمن نتوانستند قبول کنند که مسیحیان را به رهبر مسلمانان واگذار کنند تا با شکنجه کشته شوند. به جای آنها به قلاوون پیغام دادند که در واقع بازرگانان مسلمان درگیری را آغاز کرده بودند. سلطان که نتوانست بپذیرد، پیغام جنگ داد.
اگرچه قلاوون درگذشت، اما جانشین وی، الاشرف خلیل با سپاهی که تا اندازه ای پدرش آماده کرده بود و دارای ۱۰۰ دژکوب و ابزار محاصره بود، به محاصره عکا اقدام کرد. به گفته توماس مادن، شاید بتوان گفت که این سپاه بزرگترین سپاه یگانه در دورهٔ جنگ‌های صلیبی بود. شاه هنری در قبرس بیمار بود اما سربازان و برادر خود امالریک را که کار دفاع را فرماندهی می‌کرد، به یاری فرستاد. ۶ آوریل ۱۲۹۱ شهربندان عکا آغاز شد و عکا با همه برج و باروی استوار و ایستادگی فرقه‌های سپاهیان پس از یک ماه مقاومت، در ۱۸ مه ۱۲۹۱ درمانده شد و سقوط کرد. پس از از دست رفتن عکا، صیدا در پایان ماه ژوئن و بیروت در ماه ژوئیه توسط ممالیک گرفته شد. واپسین قلعه فرقه‌های نظامی همچون شاتو پلرین و طرطوس نیز در ماه اوت سپر انداختند. ایالت‌های صلیبی که نزدیک به دو سده پیش در جنگ صلیبی یکم پایه‌گذاری شده بودند، از میان رفتند و تنها پادشاهی قبرس بود که توانست برای چند سده ایستادگی کند.